# Lucien Pallez
Lucien Pallez (nacido el 22 de mayo de 1853 en París, fecha de deceso desconocida) fue un escultor francés. Fue alumno de Aimé Millet.

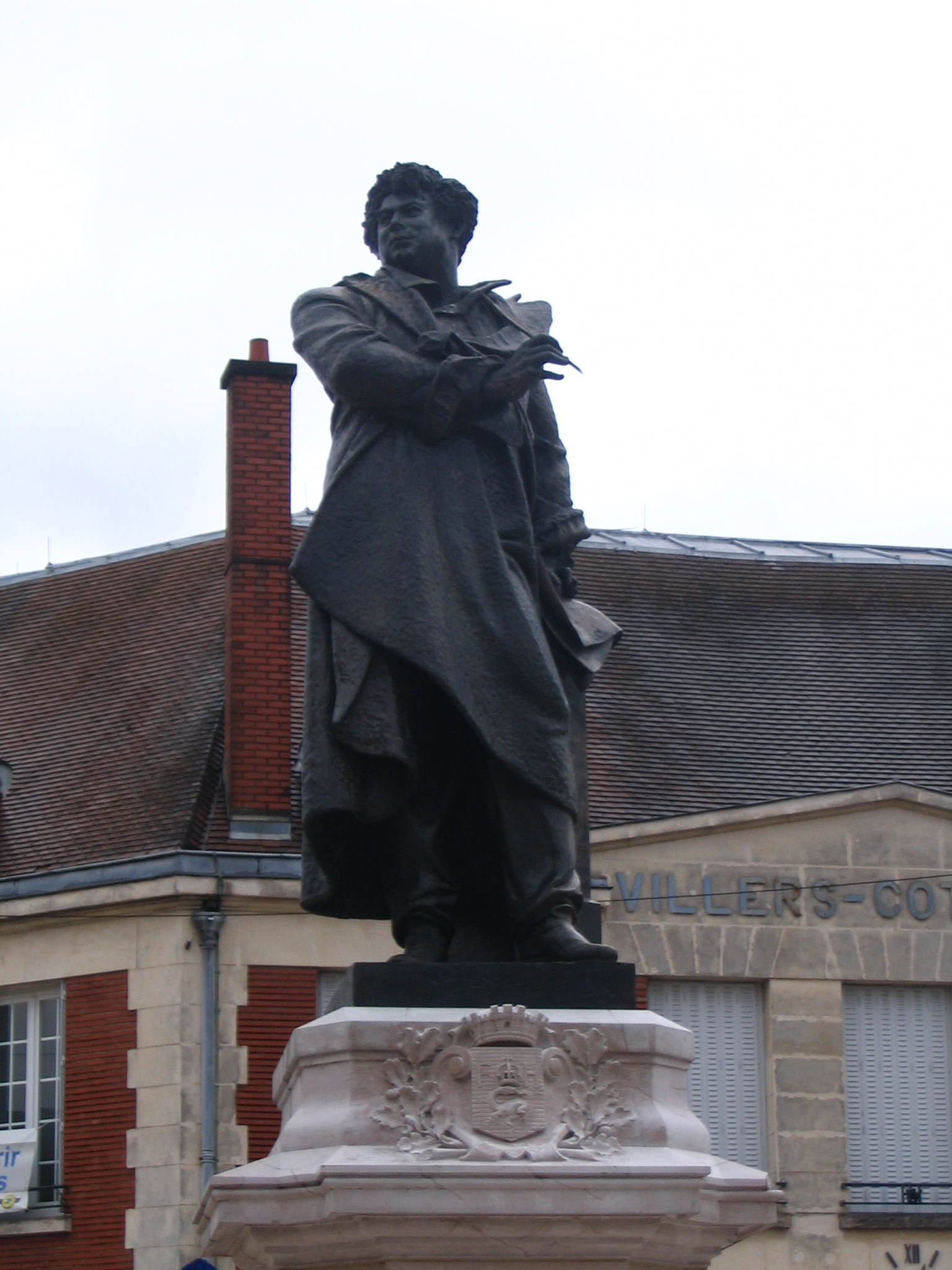
Alexandre Dumas en Villers-Cotterêts.

## Datos biográficos
Nacido en París el 22 de mayo de 1853 fue alumno de Aimé Millet.
Empezó a exponer en el Salón de 1873. En el de 1875 recibió una medalla, y una bolsa de viaje en el Salón de 1883, por La verdad (La Vérité).
En 1887 fue nombrado Caballero de la Legión de Honor.
Fue propietario de la máscara mortuoria de Victor Hugo, realizada en su lecho de muerte por el escultor Aimé Jules Dalou y que actualmente se conserva en el Museo de Orsay.
Se pueden encontrar algunas de sus obras en los museos de Marsella, Lyon y Compiegne. 

## Obras

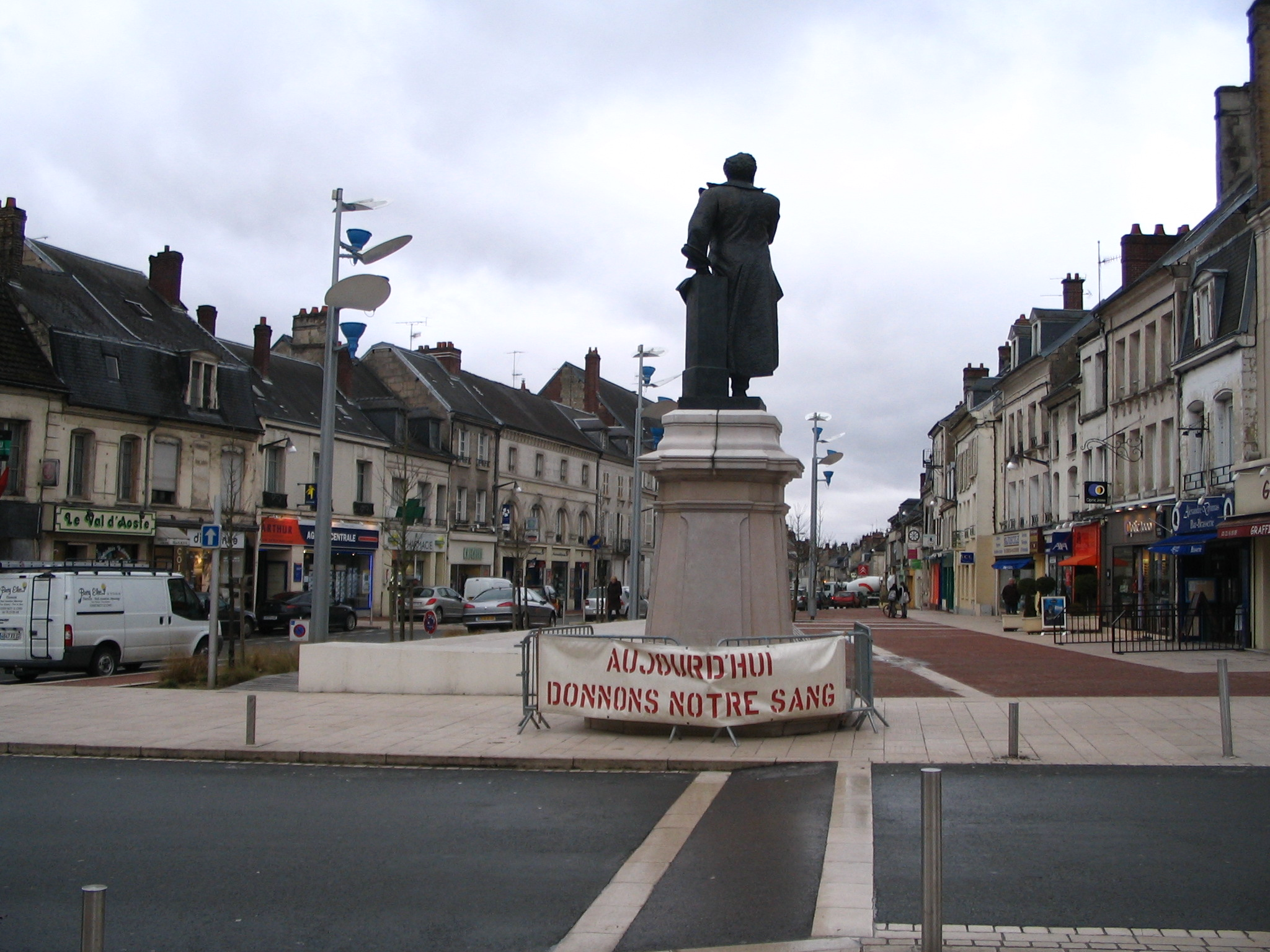
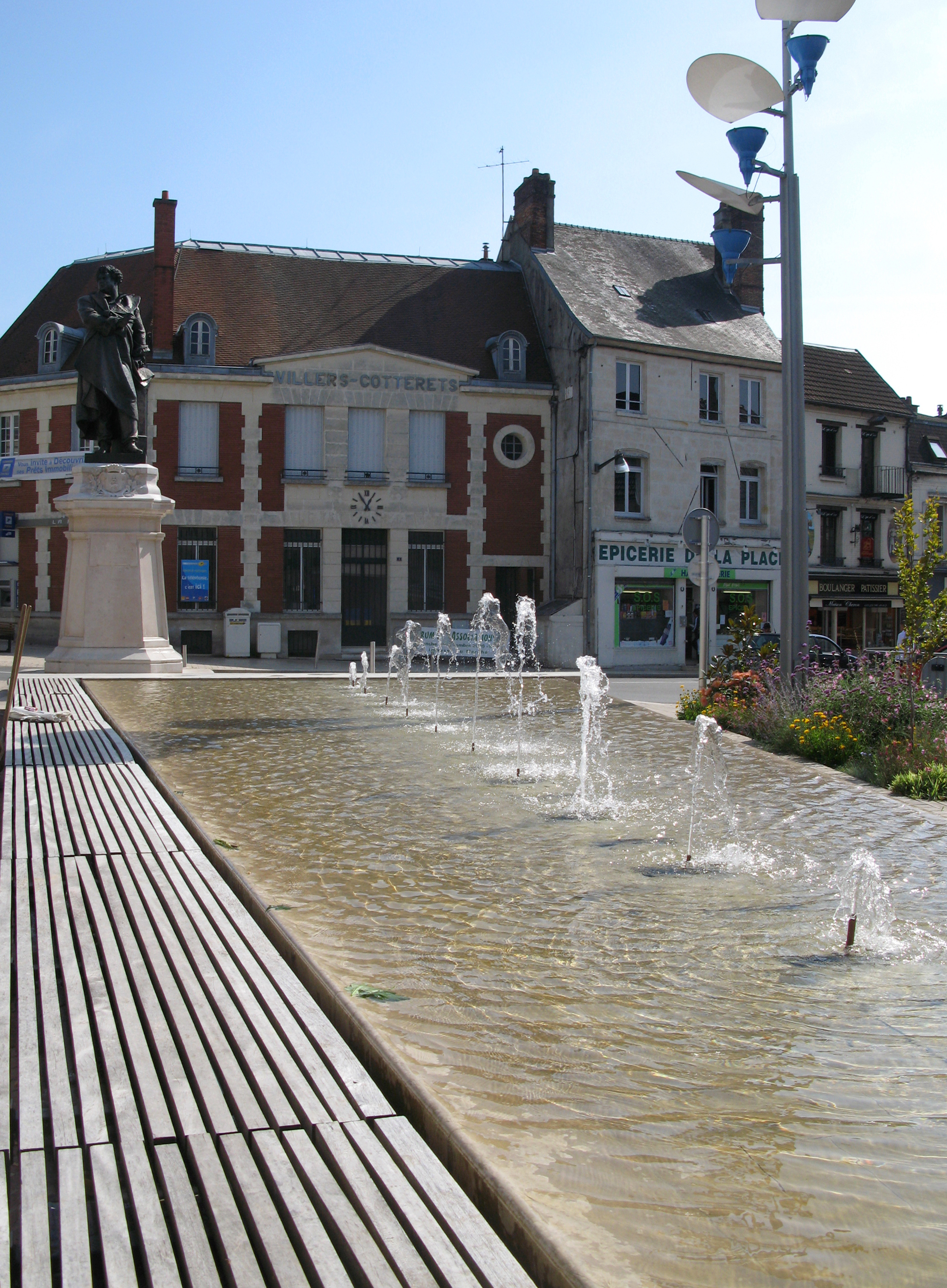
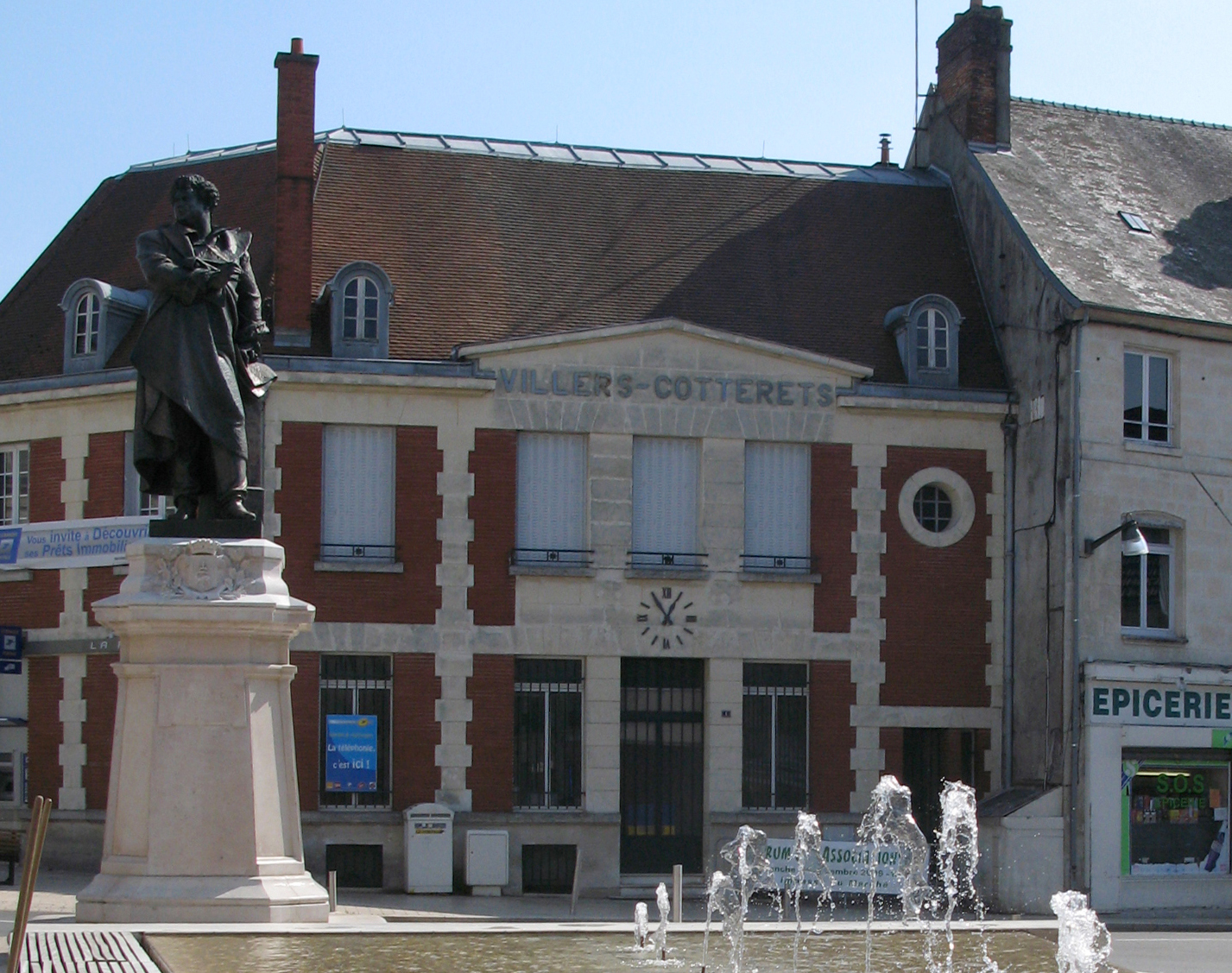
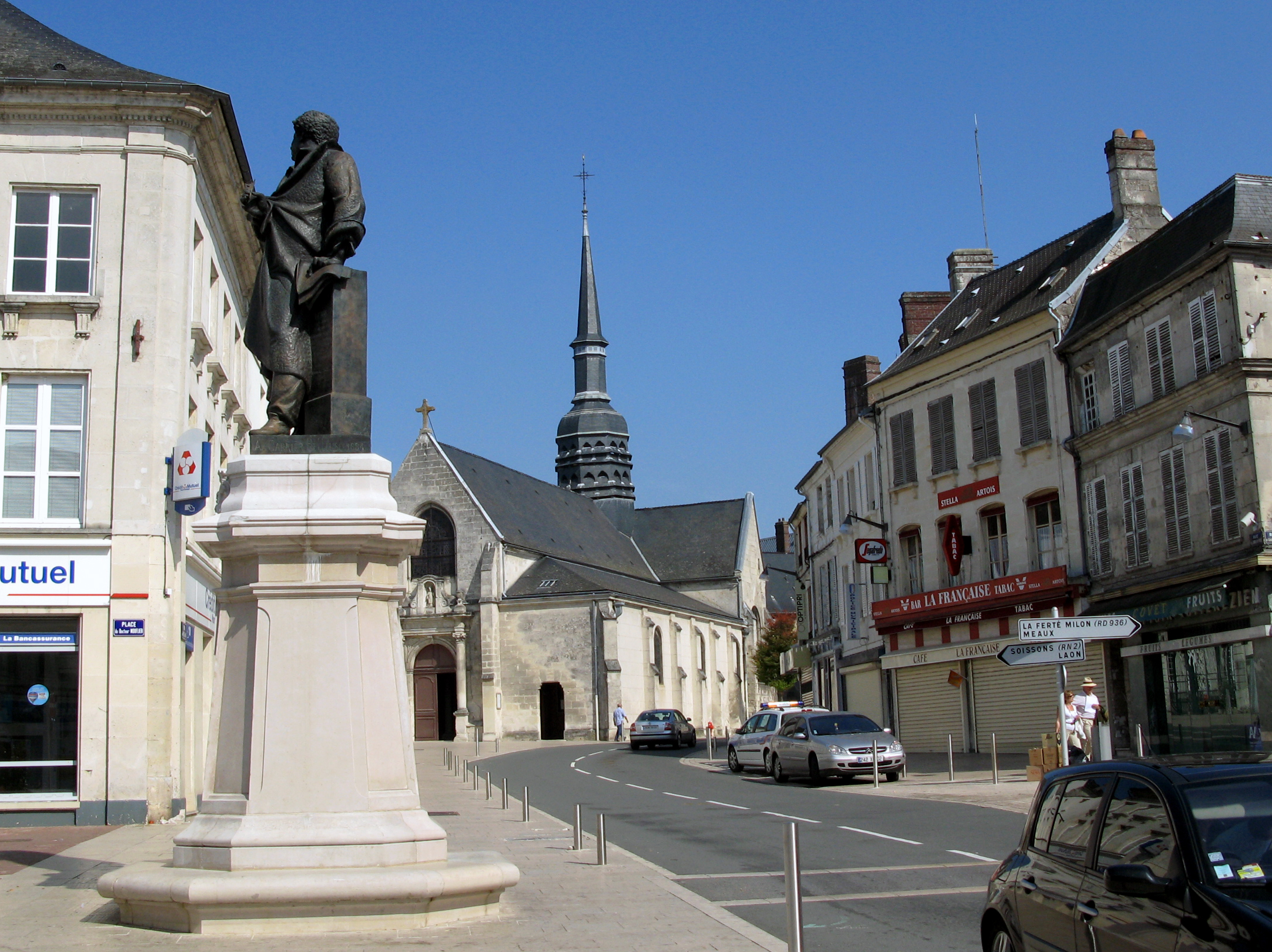

Entre las mejores y más conocidas obras de Lucien Pallez se incluyen las siguientes:
- Ganímedes, estatua de yeso  del Salón de 1875[3]

- Pour la Patrie, estatua de yeso  presentada en el Salón de 1880[4]

- Jeune Sorrentine au bain (joven de Sorrento bañándose) estatua  del Salón de 1882[5]

- La verdad (La Vérité), presentada en yeso en el Salón de 1883

- Euterpe, llorando(Euterpe, pleureuse), relieve en bronce conservado en el cementerio de Colombes (Hauts-de-Seine)[6]
- Busto de Henry Litolff conservado en el cementerio de Colombes (Hauts-de-Seine)[7]
- Estatua colosal de Alexandre Dumas en la plaza central de Villers-Cotterêts (Aisne)[8]